# ブラックフット族

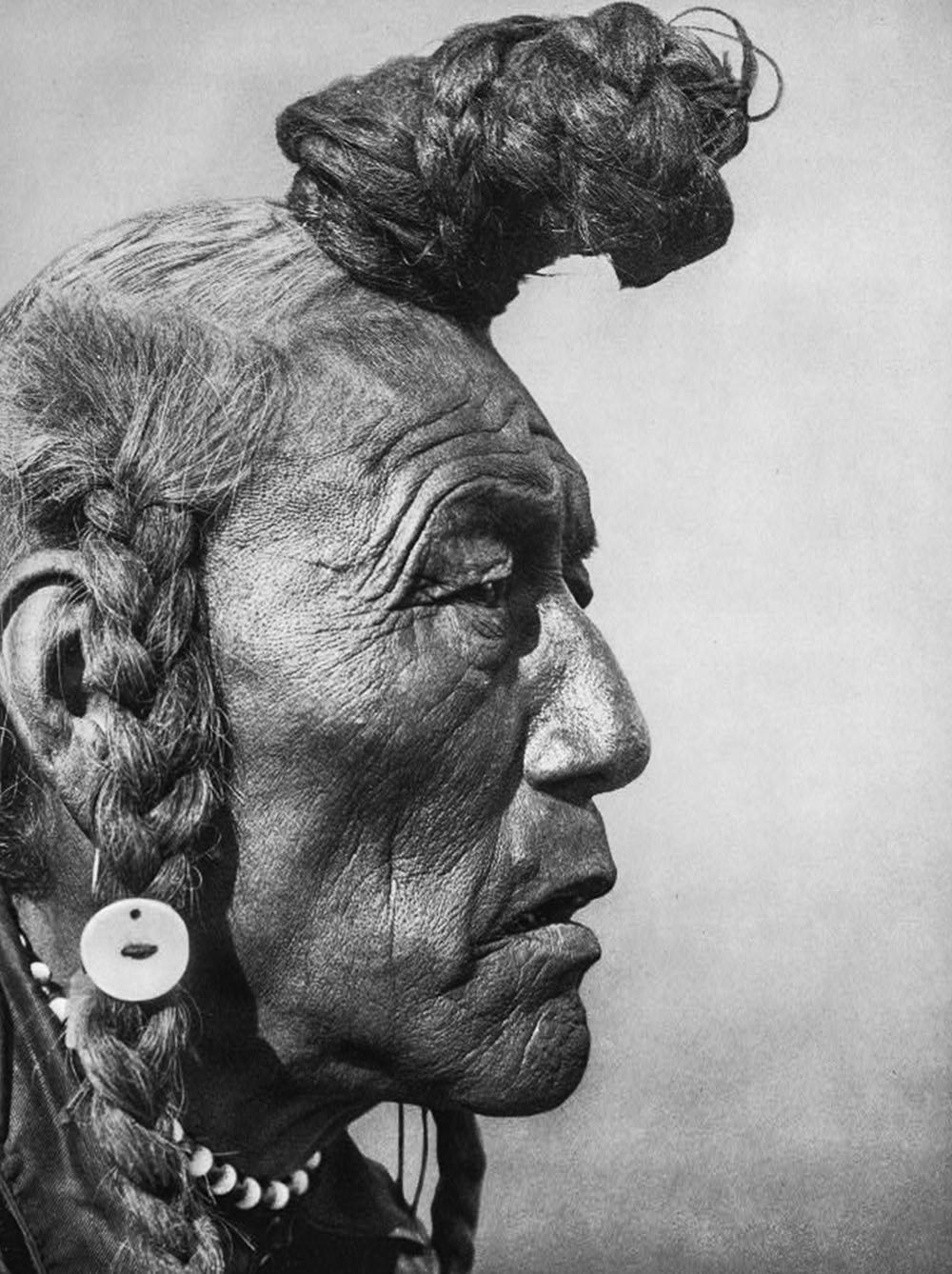
ベアー・ブル

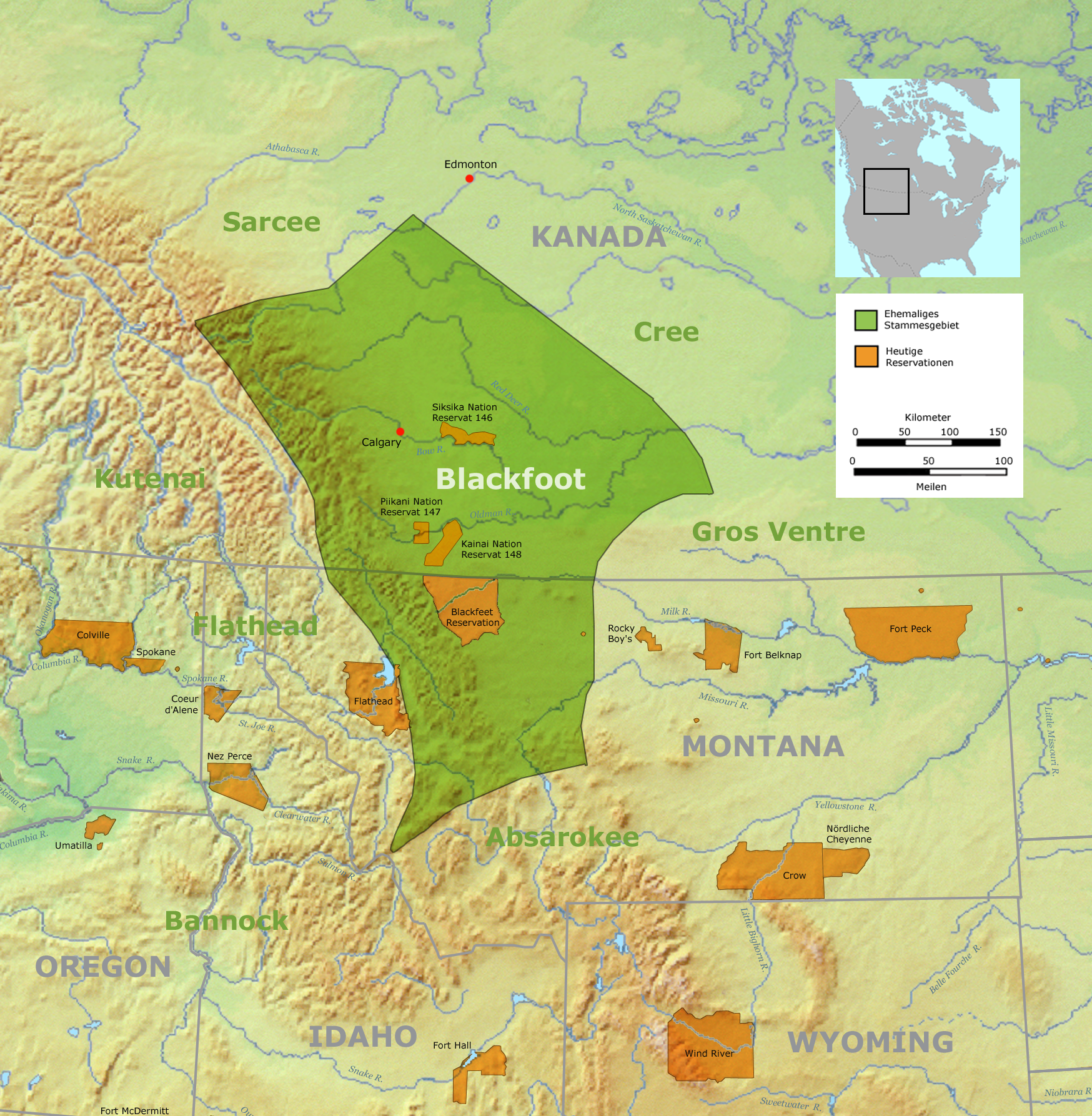
ブラックフットの活動領域

ブラックフット族（ブラックフットぞく、Blackfoot）は、北アメリカ大陸の3つの先住民族の総称。カナダではサスカチュワン州、アルバータ州、ブリティッシュコロンビア州の3州で暮らすファースト・ネーションである。また、アメリカ合衆国のモンタナ州でもネイティブアメリカンの一部族として存在する。カナダではシクシカ族（Siksika）、カイナイ族（KainaiまたはKainah）、北ピーガン族の3つに分かれており、アメリカ合衆国では南ピーガン族がモンタナ州で暮らす。これらの部族の連合はブラックフット連合またはNiitsitapiと呼ばれる。
歴史的には、グレートプレーンズの北部、具体的にいうと短草プレーリーの半乾燥地域でバッファロー（アメリカバイソン）を狩猟したりサケやマスを釣る非定住民族であった。彼らはバイソンの群れを追い、アメリカからカナダへ、はるか北のボウ川まで移動した。18世紀前半、白人の交易商人や同盟関係にあったクリー族やアシニボイン族から馬や銃器を入手した。ブラックフット族は周辺の部族を犠牲にして領土を拡張していった。馬に乗ったことで、ブラックフット族や平原で暮らす他の部族はバッファローを狩る範囲を広げることができた。
19世紀になると白人のハンターにより、営利目的のバッファローの狩猟が組織的に行われた。グレートプレーンズでのネイティブアメリカンの生活は、彼らの食料源であったバイソンの群れがほぼ絶滅し、もはや十分でなくなったために永久に変わってしまった。飢えや貧困の期間を経て、ブラックフット族は畜産や農業への適応をし、保留地に定住することを強いられた。1870年代、アメリカ合衆国とカナダの両政府と条約を結び、食料の支援や医療扶助、さらに農業の習得を援助する代わりに領域の大半を割譲した。それにもかかわらず、アメリカとカナダの両方で同化政策に直面しながらも伝統的な言語や文化を守ってきた。

## 連合

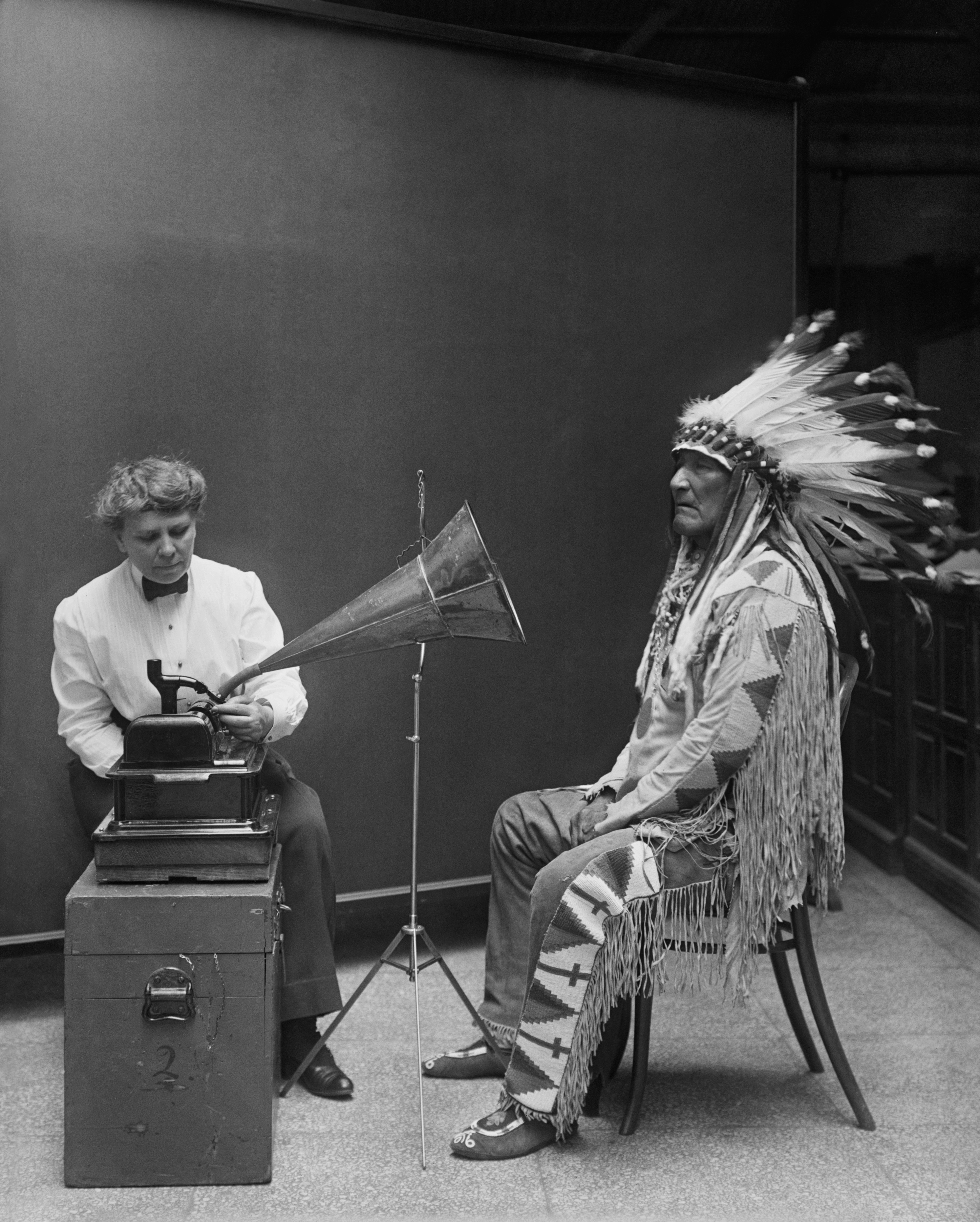
アメリカ民俗学局のフランシス・デンスモアがマウンテン・チーフの言葉を録音している様子

ブラックフット族は親族や方言をもとに集まった3つの部族から連合を構成していたが、彼らは全て共通の言語である、アルゴンキン語族のブラックフット語を話す。その3部族とは、Piikáni（英語の資料ではピーガン・ブラックフィートと表記されていた）、Káínaa（ブラッド族）、Siksikáwa（ブラックフット）である。後に、ツー・ツィナ族（サーシー族）と同盟を結び、一時はグロヴァント族とも同盟関係にあった。
彼らは多くのバンドに分かれており、10から30のティピーに80人から240人が暮らすという分散した部族だった。バンドは狩猟や防衛のために組織された基礎的な構成単位であった。
ブラックフット族の連合の中で最大の部族はピーガン族（Piegan、PeiganまたはPikuni）である。部族名はブラックフット語のPiikániに由来する。ピーガン族は現在のアルバータ州で暮らす北ピーガン（Aapátohsipikáni、もしくは単にPiikáni）とモンタナ州の南ピーガンまたはピーガン・ブラックフィート（Aamsskáápipikani）に分かれている。かつてはInuk'sikという、力のある大きな部族もモンタナ州南西部に存在した。現在は南ピーガン族のバンドの一つとして存在するのみである。
現在のカイナイ族はブラックフット語のKáínaaに由来し、「多くの酋長の部族」という意味である。歴史的にはブラッド族と呼ばれたが、これは平原クリー語でカイナイ族を表すMiko-Ewが「血に染まった」（言い換えれば残虐、冷酷な）という意味であることに由来する。英語ではブラッド、またはブラッド族という呼称が一般的である。
シクシカ族（Siksiká）はブラックフット語のsik（黒）とiká（足）を組み合わせた言葉が由来である。複数形ではSiksikáwaとなる。彼ら自身は「平原の部族」という意味のSao-kitapiiksiと自称した。
サーシー族は自分自身を「大勢の人々」という意味のツー・ツィナと呼ぶ。ブラックフット族は彼らと対立していた初期に「頑固な人」という意味のSaahsiまたはSarsiで呼んだ。サーシー族は言語的には全く違うアサバスカ諸語に属している。彼らの大半は亜北極の北カナダで暮らしている。
グロヴァント族はHaaninin、またはA'aninin（白い粘土の人）と自称した。フランス語では「太った腹」という意味のグロヴァント（Gros Ventres）、英語ではフォール・インディアンと呼ばれる。ブラックフット族は長年の敵意から、Piik-siik-sii-naa（蛇）やAtsina（クリー族のような人）と呼んだ。初期の研究者は、A'anininはアラパホと関連があり、ミズーリ州の平原からコロラド州やワイオミング州に移動したと考えた。1793年頃〜1861年頃まではブラックフット族と同盟関係にあったが、意見の相違があり、それ以来敵対している。
アメリカとカナダに国境が引かれる前の19世紀、ブラックフット族は狩猟をしたり食糧を探す領域を占有していた。しかし19世紀後半、両国の政府は彼らの伝統的な移動生活をやめさせ、インディアン居留地に定住することを強制した。南ピーガン族のみがモンタナ州に定住することを選んだ。ブラックフット語を話す他の3部族とサーシー族はアルバータ州に定住した。ブラックフット語を使う人々は自分自身をNiitsítapi（最初の人）と呼んだ。グロヴァント族は連合を離脱してから、モンタナ州の居留地に落ち着いた。
部族の社会構造は、移動生活をやめるように強いられたことで変わった。以前はほとんどが民族的な連合であったが、アメリカでは部族（tribe）、カナダではバンドまたはファースト・ネーションという名前で、政府として制度化された。ピーガン族は北ピーガン族がカナダのアルバータ州に、南ピーガン族がアメリカのモンタナ州に分かれた。

## 歴史
ブラックフット族連合（Niitsitapi）の領域は、ノースサスカチュワン川に沿って現在のエドモントン付近からモンタナ州のイエローストーン川にかけて、さらにロッキー山脈からサウスサスカチュワン川に沿って、サイプレスヒルズを越えてアルバータ州とサスカチュワン州の州境付近まで広がっていた。彼らは伝統的な領域をNitawahsin-nanni-（我らの土地）と呼んだ。さらに東のインヌ族やナスカピ族は、自分たちの領域をNitassinan（同じく我らの土地という意味） と呼んでいた。恐らく18世紀前半までには、平原で活動していた他の部族から馬に乗ることを学び、行動範囲と移動能力が増し、狩猟にも有利になった。
ブラックフットの基本的な社会単位は家族を超えたバンドから成り、その大きさは10から30のティピー、人数は80人から240人である。各グループの大きさは襲撃から守ったり共同で狩りをするには十分な大きさで、一方で柔軟性もあった。バンドは血の繋がりよりも場所によって定義されるため、各個人は自由にバンドを離れ、または加入することができた。その上、バンドが困難に直面したならば、そのバンドを分割して他のバンドに加わることができた。実際のところ、バンドの形成と解体は繰り返されてきた。このシステムは柔軟性を最大限に高め、グレートプレーンズ北西部の狩猟民族にふさわしいものであった。
夏の間、人々は部族の集会に集まった。大きな集会では戦士が重要な役割を演じた。

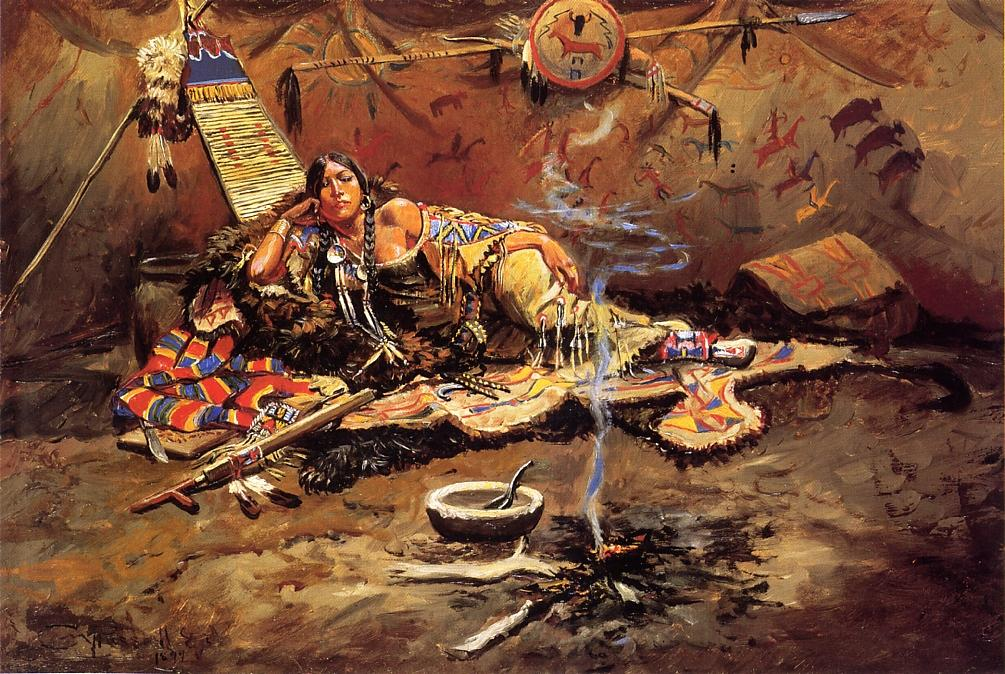
『Waiting and Mad』（1899年、チャールズ・マリオン・ラッセル作。）ブラックフット族の女性を描いた。

1年のほぼ半分を占める長い北部の冬の間、彼らは木々の生い茂る川沿いに冬の宿営地を設営して過ごした。恐らくは昼間に活動し、人や馬の食料あるいは薪が枯渇しない限り宿営地を動かさなかった。森林や狩りの対象となる獲物が豊富な場所には複数のバンドが一緒になっていた。バッファローは嵐や吹雪をしのぐため、森林地帯で冬を過ごした。森林がバッファローの移動の邪魔になり、容易に捕らえられた。春になると、バッファローは食料を求めに新緑の草原へと出て行った。ブラックフットは遅い時期のブリザードを恐れ、それをすぐには追いかけなかった。乾燥させた保存食が尽き獲物もいなくなると、バンドは分裂しバッファローを追いかけ始めた。
真夏には、彼らにとって重要な儀式であるサンダンス（Okan）のために再び人々が集まる。ブラックフットの4部族が一堂に会するのは1年でこのときのみであった。儀式を通じ、部族の一人一人が繋がり、様々なグループの間での結束が強固なものになる。儀式ではバッファローの舌（当時はごちそうであった）も振る舞われた。儀式の後、人々はバッファローを追いに再度分かれた。
秋には、人々は次第に冬を過ごす場所へと移動する。男たちはバッファローを崖の上に追い詰め、捕らえた。ヘッド-スマッシュト-イン・バッファロー・ジャンプのような特に狩りに適した場所には複数のグループが一緒になっていたと考えられる。夏の終わりごろから、バッファローは周囲が開けた草原から崖の方へと自然に追い込まれていった。ブラックフットは共同でのバッファローの狩猟をうまく実行していた。
女はバッファローを加工して干し肉にし、栄養や風味を加えるためにドライフルーツを加え、ペミカンを作った。冬の間、または獲物がとれない時期は保存食でしのいだ。秋が終わりを告げ、冬に入るとブラックフットは冬の宿営地へと移動した。女たちはバッファローなどの動物の毛皮で住居を補強するだけでなく、服も作った。動物の腱は投げ槍の先端を結ぶのに使ったり、馬の轡（馬勒）に用いた。
ブラックフットはバッファローの狩猟を基本とした伝統的な生活様式を1881年頃まで維持してきたが、バッファローがほぼ絶滅状態になったことで、ヨーロッパ系の移住者や彼らの子孫に合わせて生活を変えざるを得なくなった。アメリカ合衆国では、1851年のララミー砦条約に署名し領土が制限され、1887年のスウィートグラス・ヒルズ条約で保留地が与えられた。カナダでは、1877年に第7条約に署名し、アルバータ州南部の保留地に住み着いた。
これは、彼らにとって大変な苦闘と経済的苦難の長い歴史の始まりだった。ブラックフットは新たな生き方に完全に順応しようとした。彼らはユーラシア大陸から持ち込まれた疫病に対して何の免疫もなく、高い死亡率に苦しまされた。
最終的に、彼らは経済的に発展性が見込める農業や放牧、軽工業などを確立した。現在の人口はカナダで約16,000人、アメリカで約15,000人まで増加した。

### 初期の歴史
ブラックフットはモンタナ州からカナダのアルバータ州、サスカチュワン州にかけてのグレートプレーンズで生活していた 。ブラックフット族連合（Niitsitapi）のうち、「ブラックフット族」と呼ばれたのは、シクシカ族の別名を持つ一部族のみである。彼らが革製のモカシンを履いていたため、このような名前で呼ばれた。彼らは一般的に、モカシンの底を黒く染めるか塗った。シクシカ族が草原が燃えた後の灰の中を歩き、モカシンの底が黒くなったという伝説もある。

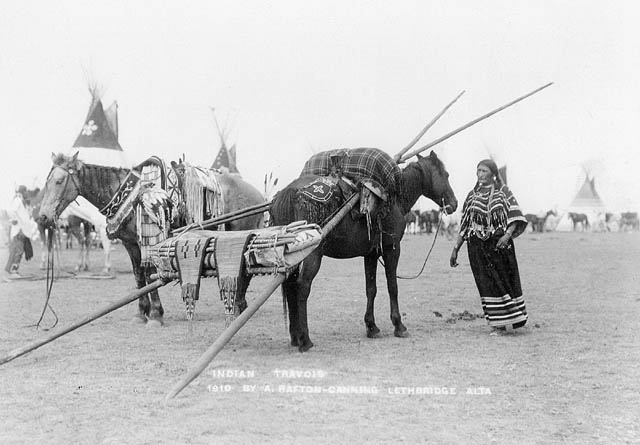
カイナイ族（ブラッド族）の女性とトラヴォイ

言語的または文化的パターンにより、人類学者はブラックフットが北米大陸中西部のグレートプレーンズに起源を持つのではなく、北東部から移動してきたと考えている。現在のアメリカ合衆国北東部で暮らしていた彼らは、一つのグループとして連合していた。大半はカナダとアメリカ合衆国メイン州の国境付近に存在していた。1200年までに、ブラックフットは西へ移動し、五大湖の北部に落ち着いたが、既に存在していた部族と資源を巡って争いが起きた。彼らは五大湖周辺を去り、さらに西へと移動した。
彼らが移動するとき、トラボイと呼ばれるアルファベットのAの形をしたそりに荷物を載せた。18世紀になって馬を獲得するまでは、トラボイは犬にひかせていた。五大湖周辺から西に移動し続けたブラックフットは、最終的にグレートプレーンズにたどり着いた。
グレートプレーンズは北はサスカチュワン川、南はリオ・グランデ川、東はミシシッピ川、西はロッキー山脈まで、約2,000,000km2の面積を占めている。馬の使用を導入したことで、18世紀後半にはグレートプレーンズで最も強力な部族の一つとしての地位を確立し、「The Lords of the Plains（平原の主）」との名声を得た 。

### バッファローの重要性

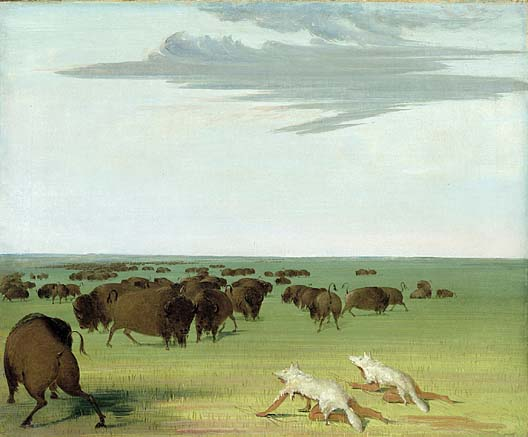
狼に扮装したバッファローの狩猟者

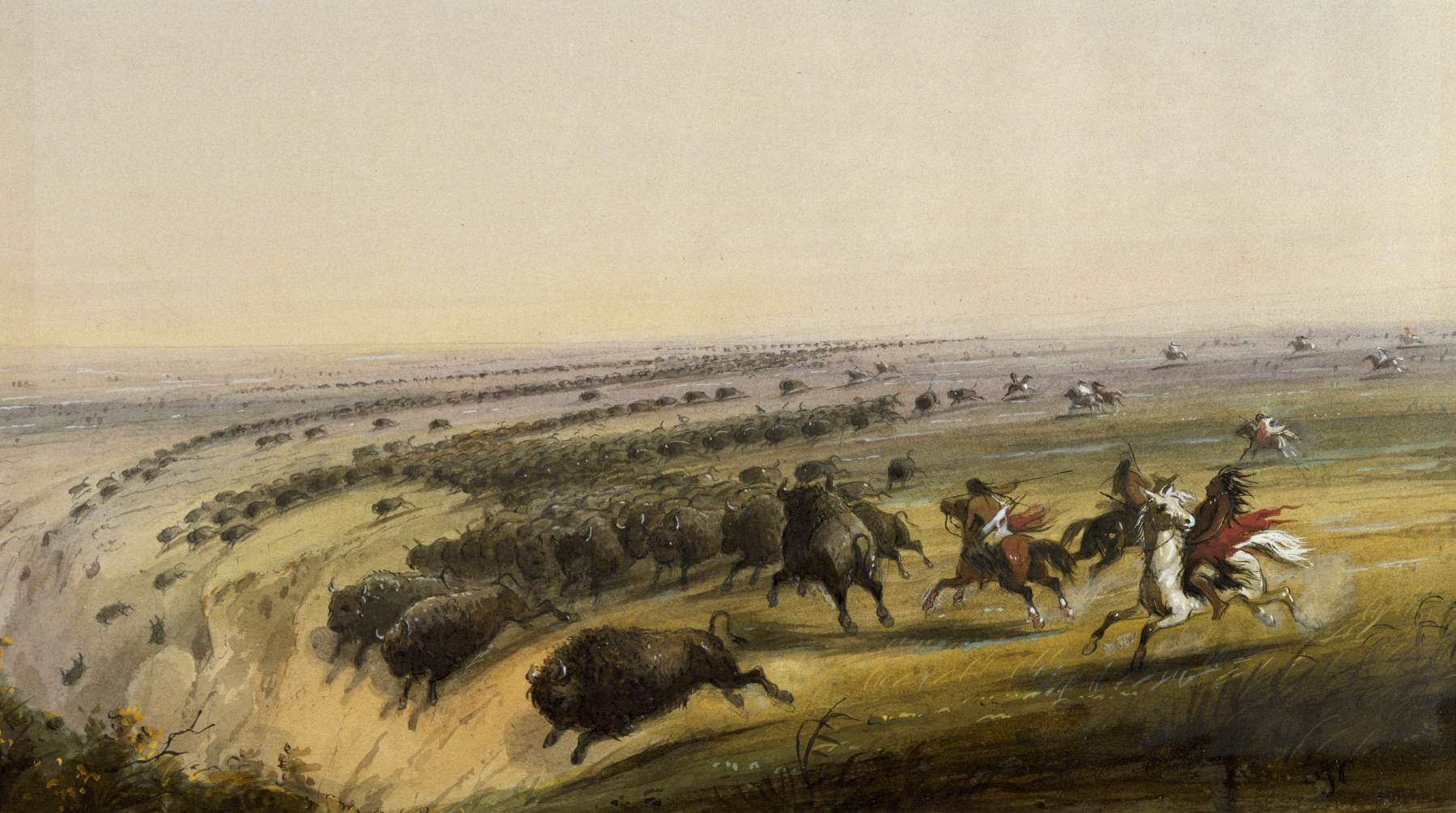
「バッファロー・ジャンプ」を描いた絵画

ブラックフットの主な食料源はアメリカバイソン（バッファロー）であった。北米大陸で最も大きな哺乳類で、体長は約3m、体重はオスで910kgにもなる。馬を導入する前は、他の方法でバッファローを狩猟する必要があった。バッファロー・ジャンプが最も一般的な方法であった。ハンターはバッファローをVの字型に寄せ集め、崖に追い詰めた（同じ方法でプロングホーンも狩猟していた）。その後、ハンターたちは崖の下に向かい、できるだけ多くの肉を運んでキャンプへ戻った。彼らはカモフラージュを用いて狩猟することもあった 。ハンターたちはバッファローの皮を纏うことで、人間の臭いを隠した。巧妙な手段をとることで、ハンターたちは群れに接近できた。十分に近づくと、弓矢で攻撃し、槍などで獲物を狩猟した。
ブラックフットの人々はバッファローの体や皮のほとんど全てを余すことなく使った。女は肉を煮込み、ローストし、または乾燥させてジャーキーを作った。この処理により、長い間肉が腐らずに保存でき、彼らは冬の食料をバッファローの肉に頼って過ごした。ハンターはバッファローを仕留めた後、儀式として心臓をしばしば食べた。女は皮をなめし、ティピーに被せた。ティピーは木の支柱をバッファローの皮などで覆って作られていた。ティピーの中は冬は暖かく夏は涼しく、風からも守られた。
女は皮からローブやモカシンなどの衣類も作り、脂肪は石鹸の原料となった。骨からは縫い針が作られ、腱は物をくくりつけたり縛ったりするのに使われた。胃や膀胱は洗浄され、液体の貯蔵に用いられた。乾燥させた糞は燃料として利用された。ブラックフットはバッファローを神聖な動物と考え、彼らの生活には不可欠な存在であった。

### 馬の発見と使用

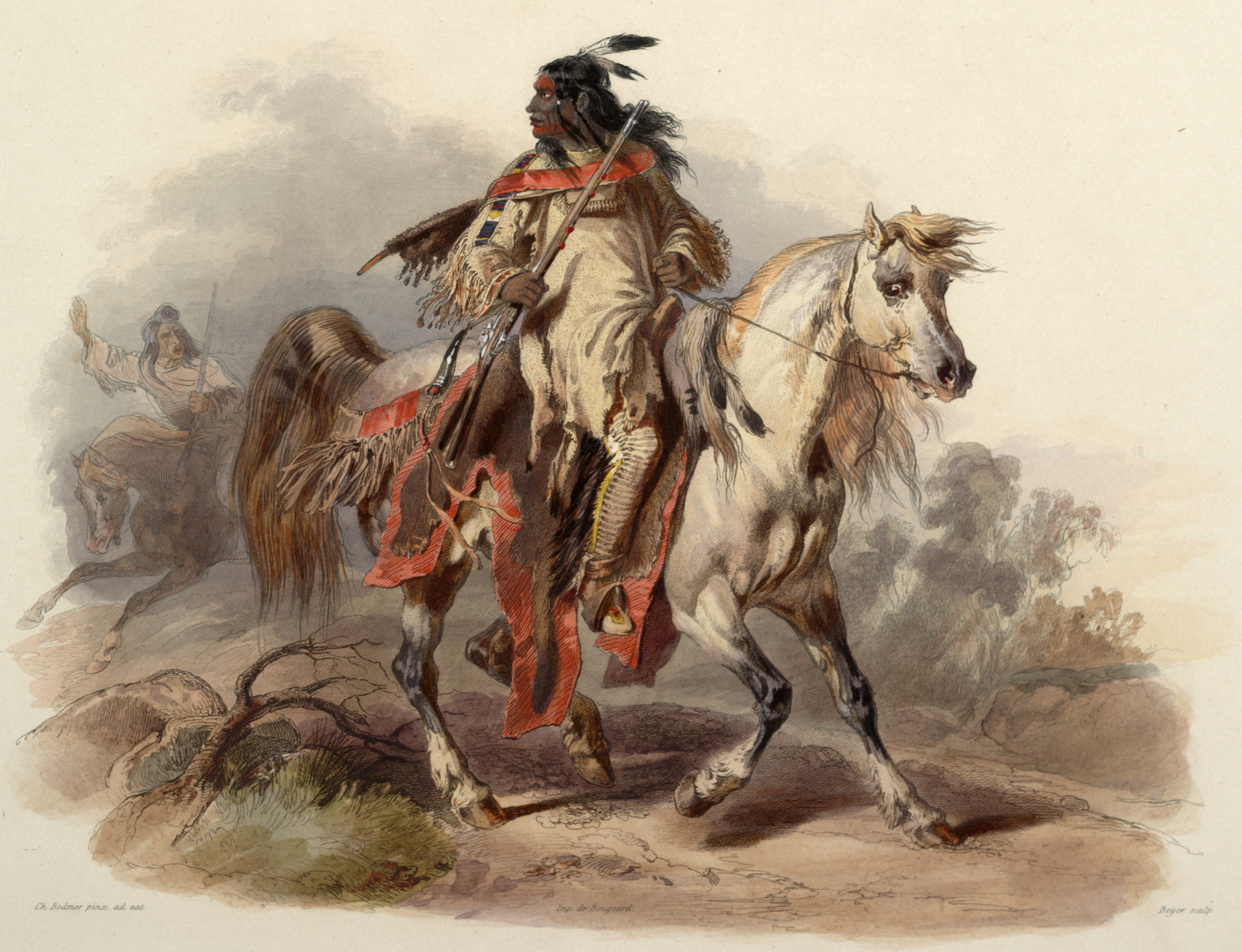
馬に乗ったブラックフットの戦士。カール・ボドマーの作品。

1730年頃まで、ブラックフットは荷物は犬に運ばせ、徒歩で移動していた。彼らはこれまで馬を見たこともなかったが、ショショーニ族といったすでに馬を導入していた他の部族から馬が持ち込まれた。彼らが馬を活用しているのを見て、ブラックフットもそれを欲するようになった。ブラックフットは馬を「ポノカミタ（ponokamita） 」と呼んだ。馬は犬よりもより重い荷物を運ぶことができ、移動速度も速かった。
馬はグレートプレーンズの暮らしに革命をもたらし、財産の尺度として考えられるようになった。戦士は最も良い馬に乗り、定期的に他の部族を襲った。馬は物々交換の世界共通の基準としても広く用いられた。呪術師は馬に治療を施した。馬の数が増えれば個人の財産も増えるが、多数の馬を所有した者はいなかった。個人の名声や地位は他人に贈った馬の数により判断された。グレートプレーンズで生活していたインディアンにとって、財産の価値は主にそれを他人と共有するところにあった。
グレートプレーンズ北西部でショショーニ族、アラパホ族と敵対関係になった1800年頃から、クリー族との毛皮交易を巡って激しい争いが起こり、しばしば軍事的な戦闘に発展した。どちらの部族も1730年頃には馬を導入しており、そのため18世紀半ばまでには馬の十分な供給が生き残るための問題となっていた。この段階になると、馬泥棒は度胸の証としてだけでなく、しばしば生き残るための必死の貢献となった。
クリー族とアシニボイン族はブラックフットと同盟を結んでいたグロヴァント族（クリー族の言葉では「素早い人」を意味するPawistiko Iyiniwakと呼ばれた）に対抗するため、馬に乗り続けた。グロヴァント族は敵の襲撃に対して銃器で抵抗した。敵に武器を供給していたハドソン湾会社への報復として、グロヴァント族は1793年に現在のサスカチュワン州セントルイス付近にあった、サウスサスカチュワン川に面したサウスブランチハウスを襲撃し、火を放った。当時、彼らはモンタナ州のミルク川から南へ移動していた。ノースサスカチュワン川とバトル川（川の名前はこれら2つの対立した部族が戦ったことに由来する）にかけての範囲がブラックフットとグロヴァント族の領域であった。

### 戦士の文化

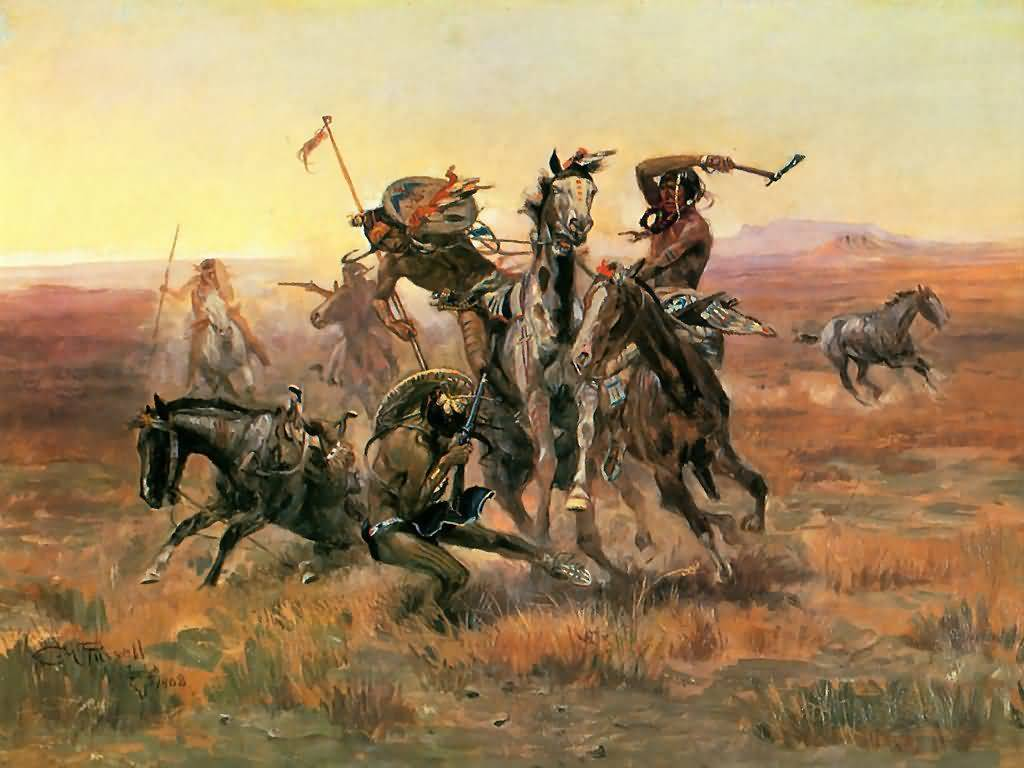
『When Blackfoot and Sioux Meet』 アメリカ合衆国西部の美術家チャールズ・マリオン・ラッセルの作品。

ブラックフットの戦士たちは数百マイルも馬に乗って襲撃をしていただろう。少年が初めて戦士のバンドに加わるとき、ばかげた、または軽蔑的な名前を与えられた。しかし、彼が初めて馬を盗むか敵を殺せば、名誉のある名前を与えられた。戦士たちはカウンティング・クーと呼ばれた競技で勇敢さを見せ、社会的地位を高めるために努力した。クーは以下の順に重要だとされた。生存している敵から銃を獲得するまたは直接体に触る、槍や弓を獲得する、敵の頭皮を剥ぐまたは殺す、繋がれている敵の馬を自由にする、戦士のバンドを率いる、敵のバンドを偵察する、羽飾り、楯、パイプを盗む、解放された馬を連れて帰る。
ブラックフットと敵対関係にあった部族はグレートプレーンズではクロウ族、シャイアン族、スー族（ダコタ族、ラコタ族、ナコタ族の総称）、西や南西の山岳部ではショショーニ族、フラットヘッド族、カリスペル族、クーテネイ族、ネズ・パース族であった。最も強力で危険な敵は、政治・軍事・交易で連合したアイアン連合であった。連合はストーニー族（ナコダ族）、ソート―族（平原オジブワ族）、メティで構成されていた。
ショショーニ族はブラックフットよりもかなり早く馬を入手し、現在のアルバータ州・モンタナ州の大半、さらにワイオミング州の一部を占領し、度々ブラックフットを襲っていた。ブラックフットがハドソン湾会社からクリー族やアシニボイン族を経由して馬や銃を入手すると、状況は変わった。1787年までに、ブラックフットがショショーニ族の領域を完全に征服し、ショショーニ族の女子供を度々捕らえて強制的にブラックフットに同化させ、ショショーニ族に対して優位を拡大していたとデイビッド・トンプソンは報告した。トンプソンはまた、1787年のブラックフットの領域は、北はノースサスカチュワン川から南はミズーリ川まで、東西はロッキー山脈から東に480kmの範囲であったと報告した。
1790年から1850年にかけて、アイアン連合の勢力は絶頂期にあった。彼らはスー族やブラックフットの襲撃に対抗し、彼らの領域の防衛に成功した。バッファロー戦争と呼ばれた1850年から1870年の間、アイアン連合はバッファローを求めてブラックフットの領域により深く侵入した。そのため、ピーガン族はミズーリ川周辺から退くことを強いられた。カイナイ族はボウ川やベリ川から撤退したが、シクシカ族だけはレッドディア川に沿った伝統ある土地を守った。

### ヨーロッパ人との最初の接触と毛皮交易
ハドソン湾会社のアンソニー・ヘンデイは1754年に現在のアルバータで大規模なブラックフットの集団に出会った。ブラックフットはルイス・クラーク探検隊と出会う1806年まで、カナダ人やイギリス人の交易商人と毛皮交易をしていた 。ルイスとクラークの探検隊は連邦政府のために、ルイジアナとミズーリ川上流の地図の作成に着手した。
探検隊が太平洋から戻る行程の途中、ルイスと3人の男は馬に乗った若いブラックフットの戦士の集団に遭遇した。アメリカ合衆国は全てのインディアン部族との平和を望み、また連邦政府の指導者は他のインディアン部族とうまく連合を形成するとルイスは説明した。彼らは共に野営したが、夜が明けるとルイス達が寝ている間にブラックフットが銃を盗んで逃走しようとしたことが発覚したために小競り合いが起きた。その後の争いで一人の戦士が致命的な刺し傷を負い、さらにルイスの銃弾も受け、死亡したと推定される。
その後数年間、ブラックフットの領域で活動していたマウンテンマンは敵意に曝されることになった。ルイス・クラーク探検隊のメンバーであったジョン・コルターはブラックフットの領域から命からがら逃げ帰った。1809年、コルターと彼の仲間がジェファーソン川でカヌーに乗っていたとき、馬に乗った数百人のブラックフットの戦士に川の両岸を囲まれた。コルターの仲間であったジョン・ポッツは降伏せず、殺害された。コルターは衣服を脱がされ、命がけで逃げるように強制された。彼は夜になるまで流木かビーバーが作ったダムの中でやり過ごした。彼は300マイル離れた砦まで逃げ切った。
馬と銃の普及のために伝統的な政略が変わりつつあるという状況下で、ブラックフットは当初はルパート・ランドにおいてハドソン湾会社の交易商人と取引し、近隣の部族と西洋人との接触を止めようと試みた。しかし、ハドソン湾会社の活動領域は最終的にブリティッシュコロンビア州の内陸部まで広がった。
ハドソン湾会社はブラックフットの領域の北端のノースサスカチュワンに交易所を建設し、交易を促した。1830年代、ロッキー山脈とサスカチュワン地域はハドソン湾会社にとって最も利益が多く、ロッキーマウンテンハウスは最も繁盛した交易所であった。交易所は主にピーガン族との取引に使われた。他のブラックフットは、フォート・エドモントンのような交易所でペミカンやバッファローの毛皮などの取引をしていた。
一方で、1822年にアメリカ毛皮会社はミズーリ川上流域に初めてブラックフットの許可を受けずに進入した。これにより、平和的な交易が始まった1830年まで緊張や争いがもたらされた。続いて1831年にブラックフットの領域で初めてのアメリカの交易所となったフォート・ピーガンが、1833年にはフォート・マッケンジーが開設された。アメリカ人はハドソン湾会社よりもバッファローの毛皮に強く興味を持ち、良い交易の条件を提示し、さらに多くの取引が行われるようになった。ハドソン湾会社は1832年にボウ川の近くにボウ砦を建設したが、成功しなかった。
1833年、ドイツ人の探検家マクシミリアン・ツー・ヴィート＝ノイヴィートとスイス人のパートナーカール・ボドマーはブラックフットと共に数ヶ月を過ごし、彼らの文化を感じ取った。ボドマーは彼らの社会を絵画で表現した。
ヨーロッパ人との接触によりブラックフットにコレラや天然痘といった伝染病が広がった。感染症によって6,000人のブラックフットが死亡し、グレートプレーンズでの彼らの支配は終わりを告げた。すでに41年前にエドワード・ジェンナーが種痘を開発していたため、ハドソン湾会社は社員には感染が広がらなかった。

### インディアン戦争
他のグレートプレーンズのインディアン部族のように、ブラックフットは白人に対してしばしば敵対関係にあった。敵対関係にあったにもかかわらず、ブラックフットの大部分はグレートプレーンズでのインディアン戦争に加わらず、戦うこともアメリカ陸軍の偵察をすることもなかった。しかしながら、1870年1月23日にピーガン族は移住者への襲撃を鎮圧するための取り組みとしてアメリカ陸軍に誤って攻撃され、ほぼ全滅した（マライアスの虐殺）。友好関係にあった王立カナダ騎馬警察とマライアスの虐殺での蛮行を知った者は、ブラックフットがカナダやアメリカに対して交戦するのを思いとどまらせた。
シャイアン族やアラパホ族と同盟していたラコタがアメリカ陸軍と戦っていたとき、ブラックフットに使者を送り共に戦うように促した。ブラックフットで最も影響力のあった酋長の一人であるクロウフットはラコタの使者を追放した。彼はもしラコタが北のブラックフットの領域に再び来れば、北西騎馬警察と連合してラコタと戦うと脅した。クロウフットの忠誠心はオタワからロンドンのヴィクトリア女王にも知られ、彼とブラックフットの忠誠心を称賛した。にもかかわらず、クロウフットは後にリトルビッグホーンの戦いでジョージ・アームストロング・カスターの隊を倒した後カナダに逃れてきたシッティング・ブルと面会した。クロウフットはラコタ族が間もなく亡命者になると考え、彼らの闘争に同情したが、戦いに反対する姿勢は変えなかった。シッティング・ブルはクロウフットに感心し、息子の一人は彼に因んで名付けられた。
ブラックフットはルイ・リエルが主導したノースウェストの反乱にも関わらないことを選択した。ルイ・リエルらは政府への不満を拡大させ、強力な支持者を得ようとした。ノースウェストの反乱に参加した大半はアシニボイン族や平原クリー族のメティであり、ヨーロッパ人の侵略とバッファローの群れの大量殺戮に対して戦った。平原クリー族はブラックフットが最も嫌っていた敵の一つであったが、しかしクリー族の有力な酋長であるパウンドメーカーをクロウフットが受け入れ、2つの部族は和解した。彼は戦いを拒んだが、クロウフットは反乱に共感し、とりわけクリー族を率いた著名な酋長であるパウンドメーカー、ビッグ・ベアー、ワンダリング・スピリット、ファイン・デイには深く同情した。
ブラックフットが中立状態を保っているという知らせはカナダ総督のランズダウン侯爵にも届き、ヴィクトリア女王に代わってクロウフットへ再度感謝を表明した。ジョン・A・マクドナルド内閣（初代カナダ首相）もクロウフットへ大きな拍手を送った。

### 苦難
連邦政府に雇われたヨーロッパ系アメリカ人がブラックフットの居留地に残っていたバッファローを狩猟したため、1800年代半ばのブラックフットの食糧調達はじり貧になっていった。開拓者たちも部族の領域に侵入していた。バッファローを狩れないので、ブラックフットは連邦政府からの食料供給に頼ることを強いられた。1855年、ブラックフットのレイム・ブル酋長は連邦政府と平和条約を結んだ。レイム・ブルの条約の内容は、ブラックフットが居留地へ移動する代わりに、年間2万ドルの支援をするというものだった。
1860年には、ごくわずかなバッファローしか残っておらず、ブラックフットは完全に政府の食糧援助に依存していた。食糧が彼らのもとに到着する前に腐っていたり、または全く届かないこともしばしばあった。飢えと絶望から、ブラックフットは食糧を求めて白人を襲撃し、双方の無法者たちによる争いが起きた。
1867年、若いピーガン族の戦士オウル・チャイルドがアメリカ人の商人マルコム・クラークから数頭の馬を盗んだことが引き金となり事件が起きた。クラークはオウル・チャイルドを追跡し、報復としてオウル・チャイルドの宿営地から丸見えの場所で彼を激しく殴打し、屈辱を与えた。ピーガン族の口述の歴史によれば、クラークはオウル・チャイルドの妻を強姦したとされる。しかし、クラークはオウル・チャイルドのいとこでもあるCoth-co-co-naというピーガン族の女性と長い間婚姻関係にあった。強姦された女はその子供を産んだが、死産となったかバンドの年長者に殺されたとされる。2年後の1869年、オウル・チャイルドと彼の仲間数名は夕食後にクラークの農場を襲撃し、殺害した。彼の息子ホレスも重傷を負った。この事件の知らせを聞いた人々は激しく抗議し、フィリップ・シェリダン将軍が騎兵隊を派遣することになった。オウル・チャイルドを追跡して捕らえ罰するための騎兵隊はユージン・ベーカー少佐が率いた。
1870年1月23日、騎馬隊はピーガン族の宿営地についての情報提供を受けたが、誤って違うバンドを敵と認識してしまった。夜明けとともに、200人前後の兵士がキャンプを囲み、奇襲の準備をした。射撃号令が出る前、ヘビーランナー酋長は宿営地の上の雪が積もった崖に展開する兵士たちに警戒していた。彼は安全通行権証紙を携え、断崖の方へと歩いて行った。ヘビーランナーと彼のバンドのピーガン族はアメリカ人の開拓者や軍と友好的な関係を築いていた。
ヘビーランナーはジョー・コベルに銃撃され殺害された。彼の仲間のジョー・キップは誤りに気づき、隊にシグナルを送った。彼は騎馬隊が友好的な人々を攻撃したと報告されることを恐れた。
ヘビーランナーが死んだ後、兵士たちが宿営地を襲撃した。173人のピーガン族が死亡したが、騎兵隊の死亡者は落馬して足を骨折した後に合併症で死亡した1人だけだった。犠牲者の大半は、女と子供と老人だった。若い男たちはほとんど猟に出かけていた。140人のピーガン族が捕らえられたが、すぐに解放された。宿営地や所有物を破壊された彼らは亡命者となり、フォートベントンへ向かったが、多くが凍死した。
大虐殺の報告は徐々に東部にも認知され、連邦議会の議員やメディアを憤慨させた。ウィリアム・シャーマン将軍は殺害されたのはほとんどがマウンテン・チーフに率いられた戦士だと報告した。政府の公式な調査は行われず、大虐殺があった場所を示す記念碑も存在しない。ウンデット・ニーの虐殺やサンドクリークの虐殺と比較して、マライアスの大虐殺は広く知られていないままである。しかし、ユリシーズ・グラント大統領は陸軍がインディアン事務局を引き継ぐことを承認せず、インディアン事務局の堕落を食い止めるように提案した。グラント大統領はネイティブアメリカンとの平和政策を遂行するために、多数のクエーカー教徒をインディアン事務局に任命した。
クリー族とアシニボイン族もバッファローの減少に苦しんでいた。1850年までにはバッファローはもっぱらブラックフットの領域だけにしか見られなくなっていた。それゆえ、1870年にアイアン同盟の複数のバンドは戦闘を始めることによって、獲物を見つけるための最後の努力をした。彼らは天然痘で弱体化したブラックフットを倒し、ウープアップ砦近くの宿営地を襲撃することを期待した。しかし、レスブリッジ近くで起きたベリー川の戦いでブラックフットに敗れ、300人以上の戦士が死んだ。冬になると飢えのためにブラックフットと交渉することを余儀なくされ、最終的かつ永続的な和平が結ばれた。
連邦政府はブラックフットに不利な影響を与える法案を通過させた。1874年、連邦議会はブラックフットとの話し合いをせずに居留地の境界を変更することを投票で決定した。ブラックフットが失った土地の代替地や補償を受けることはなかった。カイナイ族、シクシカ族、ピーガン族はカナダへ移動し、南ピーガン族（ピクニ）だけがモンタナ州に残った。
1883年から1884年にかけての冬は政府からの物資も届かず、バッファローもいなくなったため、「飢餓の冬」として知られるようになった。冬の間に600人のブラックフットが餓死した。
ネイティブアメリカンをヨーロッパ系アメリカ人の生活様式に同化させる目的で、政府は1898年に部族政府を廃止し、伝統的な宗教や慣習を禁止した。ブラックフットの子どもたちはインディアン寄宿学校に入らされ、部族の言葉を話すことも、慣習を守ることも、伝統的な衣装を着ることも禁止された。1907年、居留地の土地を各家庭の主へ割り当て、部族の共有地を廃止して家族ごとに農業を営むことを奨励する政策を連邦政府は承認した。各家庭は65ヘクタールの農地を受け取り、部族が必要な土地より余分な残りは政府が公表し、開拓のため公売にかけられた。割り当てられた土地は、不毛な平原で農業をするにはあまりに狭すぎた。1919年の干ばつでは穀物が枯れ、牛の価格が上昇した。多くのネイティブアメリカンは割り当てられた土地を売却することを強いられた。
1934年、フランクリン・ルーズベルト政権はインディアン再編成法を可決し、土地の割り当てを中止し、部族が彼ら自身の政府を選択することを許可した。また、部族の文化を守ることも認められた。

## 文化

### 酋長の選出
ブラックフットは家族をたいへん重んじている。移動する際は20人から30人のバンドに分かれるが、儀式のときには団結した。彼らはリーダーシップ能力を重要視し、部族を賢く動かせる人物を酋長に選んだ。平和な期間は、人々を導くことができ、他部族との関係改善ができる人物を「平和な酋長」に選んだ。一方「戦いの酋長」は選挙を経て選ぶことはできず、敵に触るなどの勇敢な振る舞いが必要だった。ブラックフットのバンドでは任命された大酋長に加え、小酋長が存在することもよくあった。

### 社会
ブラックフットの部族の中では、所属する人々は異なる社会に属し、それぞれが部族で役割を持つ。若者は通過儀礼を終え、能力があると認められると部族社会に招かれる。通過儀礼の儀式の例として、「ビジョン・クエスト」（Vision quest）というものがある。若者はまずスウェット・ロッジで体を浄め 、キャンプの外に出て、4日間一人きりで飲まず食わずで祈る。彼らが目指すのは、将来の指針となる啓示を得ることである。啓示を得た後、村に戻り、社会に加わる準備をする。
戦士の社会において、男たちは戦いの準備をしなければならない。この準備というのは、身を浄め、身体に象徴的なペイントを施すことである。戦いで使用する馬にも同じようにペイントをした。戦士社会のリーダーは「クー・スティック」と呼ばれる羽飾りなどで装飾された棒を携行していた。戦士たちは敵をスティックで叩き、離脱する「カウンティング・クー」で名声を勝ち取った。
宗教の社会に属する者は、神聖な道具を守り、宗教的な儀式を実施した。彼らは戦いの前に戦士たちを祝福した。主要な儀式はサンダンスやメディシンロッジの儀式であった。
女性社会も部族の中で重要な責任を担っている。女たちは洗練されたクイル細工で衣服や儀式に用いる盾を作った。戦いの準備を手伝った。子どもたちの世話をし、部族の習わしを教えた。皮を剥ぎ、なめし、衣服などに利用した。食事の支度もした。また、ハンターたちの力になるために儀式を演じた。

### スマッジング

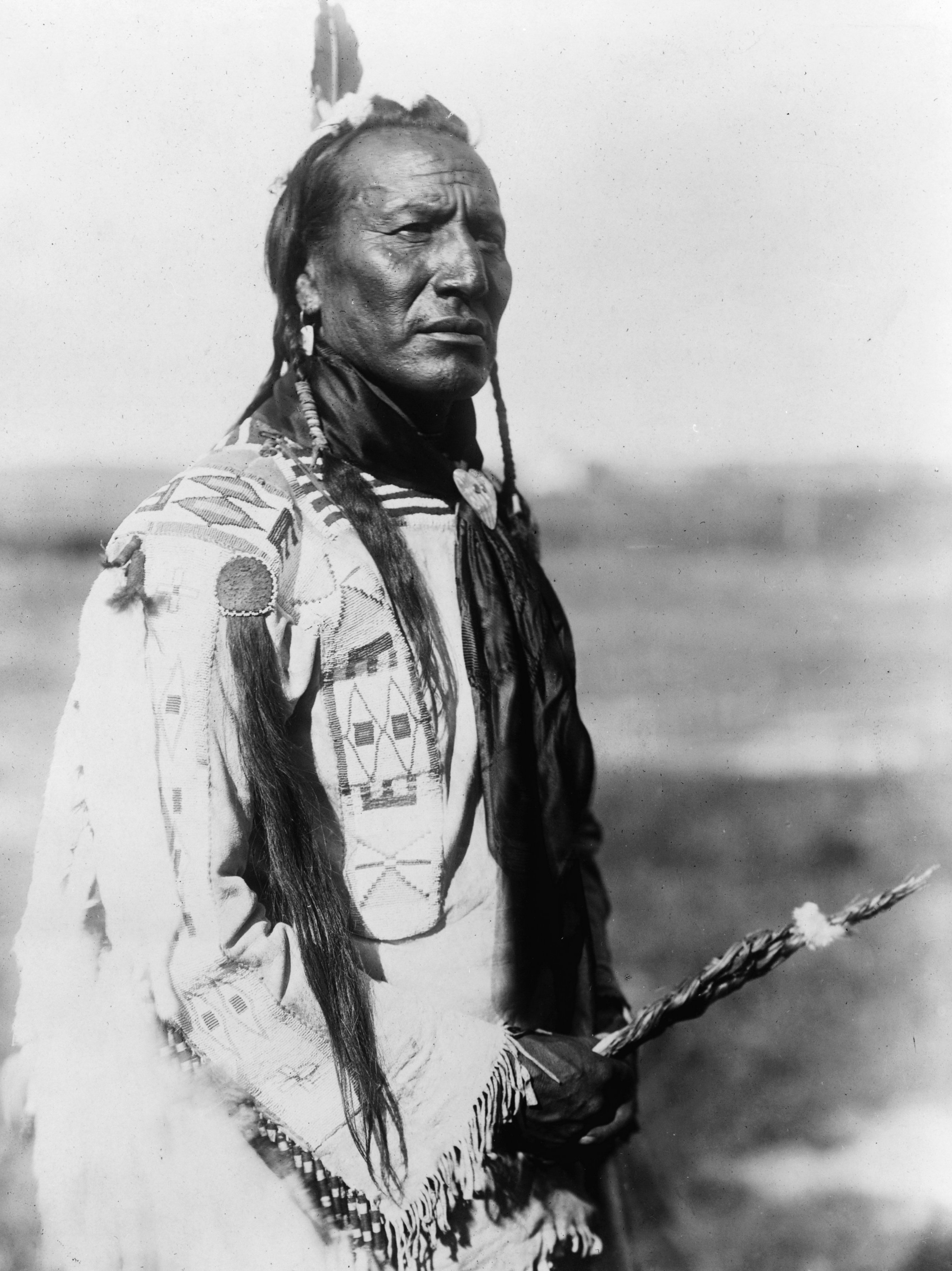
スウィートグラスを編んだロープを身に着けたブラックフットの男性

ヤマヨモギやスウィートグラスはブラックフットのほかグレートプレーンズで生活する部族にとって神聖な植物だと考えられ、儀式に用いられてきた。これらの植物を焚いてその煙を吸ったり、身体に浴びたりした。この儀式はスマッジング（Smudging）として広く知られている。ヤマヨモギは怒りなどの悪い感情を取り除くと言われている。スウィートグラスは良いエネルギーをもたらすと言われている。どちらの植物も浄化する目的で使用される。草を燃やした天然の香りや爽やかさは魂を引き付けると言われる。儀式の前の準備としてスウィートグラスの茎は互いに編まれ、乾燥させられる。
スウィートグラスはクマコケモモやレッドウィローと一緒に、煙草に混ぜられた。パイプから立ち昇る煙は天上に在る創造主のもとへ運んでくれると言われる。呪術師はスウィートグラスなどの重要な植物を、華麗に飾られた大きな箱に入れて保存した。

### 結婚
ブラックフットの文化では、男性は結婚するパートナーを選ぶ責任があるが、女性はその選択を受け入れるかまたは拒否できる。男性は女性の父にハンターまたは戦士としての能力を披露する必要があった。もし父親が感心し、結婚に同意すれば、男性と女性は馬と衣類をそれぞれ贈り物として交換し、これをもって婚姻が成立したとみなされた。結婚したカップルは、自分たち自身のティピーまたは夫の家族のティピーで暮らした。男性は複数の妻を持つことができたが、一般的には一人のみを妻に選んだ。二人以上の妻を持つ場合、妻の姉妹がよく選ばれた。というのも、妻の姉妹なら赤の他人ではないと考えられていたからである。

### 子ども
典型的なブラックフットの家族では、父親が狩りに出かけ、家族が必要としているかもしれない物資を持ち帰る。母親は住居の近くに留まり、父親が出かけている時は子どもの世話をする。子どもは成長するにつれ、基本的なサバイバルのスキルやしきたりを教えてもらう。男子も女子も、馬に乗ることを習得するのが早いと一般的に言われている。男子は狩りのやり方を習うのに十分な年齢になるまで、よく弓矢のおもちゃで遊んだ。
子どもは後にアイスホッケーとして知られるシニーというゲームをしていた。曲がった長い木製のスティックでボールを打ち、ゴールラインを超えると得点になった。ボールは焼いた粘土をバックスキンで覆ったものが使われた。女子には遊ぶための人形が与えられ、典型的な部族の衣服を着せ替えで学んだり、子どもの世話の仕方も教わった。彼らが成長するにつれて、より重い責任が肩に掛かった。女子はその後料理の仕方、皮のなめし方、野生の植物やベリー類の集め方を教わった。男子は父親と一緒に狩りに出かけ、食料を調達する責任を持った。

### 衣服
典型的な衣服は、主にレイヨウやシカの皮を柔らかくし、なめして作られた。女は部族全員の衣服を作り、装飾した。男はモカシン、長いレギンス、腰巻、ベルトを身に着けていた。時々はシャツを着ていたかもしれないが、普通はバッファローのローブを着用していた。勇敢さで名高い男はグリズリーの爪で作られたネックレスを身に着けていた。
男子も大人と同じようにレギンス、モカシンを履き、腰巻、そして時折シンプルなシャツを着た。寒ければ暖をとるためにバッファローのローブを肩にかけたり頭からかぶった。女性の衣服は2〜3頭のシカの皮から作られた。女性は遠方の部族との交易を通じて入手した貝殻のイヤリングやブレスレット、または様々な貴金属を身に着けた。時々髪にビーズで飾ったり、髪の一部を赤く染めたりした。これは子どもを産める年齢になったということを表していた。

### ヘッドドレス
他のグレートプレーンズのインディアンと同じく、ブラックフットは多種多様なヘッドドレス（頭飾り）を発展させてきた。ヘッドドレスには彼らが重要と考えた生き物の要素が取り入れられ、それぞれが異なる目的を持ち、異なる連合を象徴していた。典型的な頭飾りはワシの羽で作られていた。なぜかというとワシは力強い鳥だと考えられていたからである。有力な戦士や酋長がそれを身に着けていた。ワシの羽飾りにみられるような、真っ直ぐ上に向いたヘッドドレスはブラックフット独自のものである。羽は縁の部分から真っ直ぐ上の方へ向けられていた。多くの場合はヘッドドレスの前面に赤い羽が飾られ、これまた上方に向けられていた。
スプリットホーン（分かれた角）もグレートプレーンズ北部のインディアン、とりわけブラックフットでは非常に人気があった。多くの戦士社会では、スプリットホーンのヘッドドレスを身に着けた。スプリットホーンは1頭のバッファローの角を2つに割き、小さいサイズの角に作り直し、最後に磨いて作られた。角はフェルト製の帽子の縁に取り付けられた。イタチの毛皮が頭飾りの最上部に付けられ、両側からぶら下げられた。側面の毛皮は、大抵はヘッドドレスの仕上げに取り付けられた。これに似たヘッドドレスに、アンテロープ・ホーンと呼ばれるものがあるが、こちらはプロングホーンの角から作られる。
ブラックフットの男、とりわけ戦士はヤマアラシの毛で作られた羽飾りをときどき身に着けた。ヤマアラシの毛はほとんどの場合赤く染められた。ワシなどの鳥の羽もしばしば羽飾りに用いられた。
バッファローの頭皮（角が付いたままのものもしばしばあった）も着用していた。動物の柔らかい毛皮（ほとんどはカワウソ）で作られた「ターバン」も一般的であった。これらは冬に頭部を寒さから守るために身に着けられた。
特別な儀式の際には、ブラックフットは伝統的な衣装を着ることを続けている。選出された酋長や、様々な伝統社会のメンバー、パウワウのダンサー、宗教的な指導者などが主に着る。

### 太陽と月

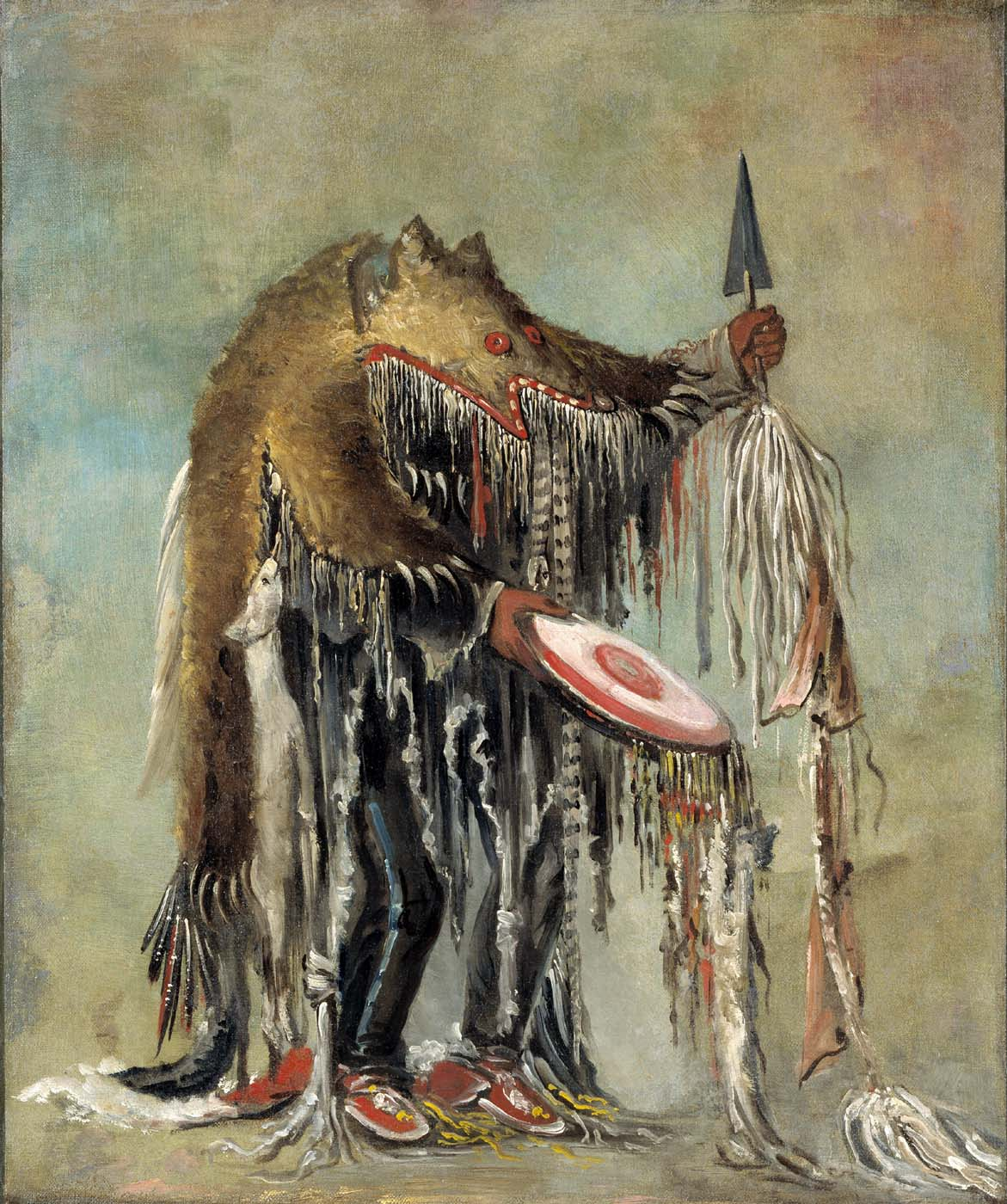
シクシカ族の呪術師（ ジョージ・カトリン作）

ブラックフットの伝統で最も有名なものの一つが太陽と月の神話である。物語は夫婦と2人の息子から成る家族から始まる。彼らはベリーなどの食物を集めることで生計を立て、弓矢などの道具は所有していなかった。夫はある時夢を見た。夢ではナピ（またはナピウ、ナピオア）という名の創造主から、「大きな蜘蛛の巣を採り、それを動物たちが歩き回っている道に置きなさい。そうすれば動物が捕まり、石斧で簡単に仕留められるだろう」とのお告げを聞いた。彼はそれを実行し、夢が真実であったことが分かった。
ある日、彼が新鮮な肉を持ち帰ると、妻が香水を塗っていることに気が付いた。彼は妻に他の恋人がいるに違いないと考えた。それから彼は、自分が蜘蛛の巣を動かしに行ったことを話し、外に残してきた前の狩りで獲った肉や木材を持ってくるよう妻に頼んだ。妻は渋々外に出て、丘を横切った。彼女は3度振り返ったが、夫は同じ場所にいたままだったので、肉の回収を続けた。それから夫は、母親について行って木材を探してくるように子どもに頼んだが、それをしなかった。しかしながら、子どもは妻がそれを回収した場所を知っていた。夫が出かけると、妻の愛人であったガラガラヘビの巣とともに木材を見つけた。彼は木材に火をつけ、ヘビを殺した。夫はこうすれば妻が激怒することになると分かっていたので、そのまま家に帰った。彼は子どもに逃げるように伝え、母が追いかけてきたら使うために棒、石、苔を与えた。彼は家にとどまり、玄関を蜘蛛の巣で覆った。妻が帰ってきて中に入ろうとしたが、身動きが取れなくなり、足が切り落とされた。妻はそれから頭を中に通したが、夫がそれをまた切り落とした。体は夫を追いかけて川へ行き、頭は子どもの後をついて行った。兄が後ろに頭があるのに気づき、棒を投げた。棒は大きな森へと変わった。頭はそこをうまく通り抜けたので、弟は兄に石を投げるように知らせた。兄がそうすると、巨大な山が現れた。頭は羊の群れと出会い、彼らが山を角で突いて押し分けて進めば、羊のボスと結婚すると言った。ボスは承知し、羊たちは角がすり減るまで突いたが、まだ通り抜けられないままだった。それから彼女は蟻にも同じ条件で山に穴を掘り進むように頼んだ。彼らは残りの道のりを完成させた。子どもははるか前方にいたが、最終的には彼らの後ろに追いついた。子どもたちは苔を濡らし、その雫を背後に絞った。すると、彼らが今までいた場所は水に囲まれた。頭は水の中へ転がり込み、溺れ死んだ。彼らはボートを作り、引き返すことに決めた。もとの場所に戻ると、カラスやヘビに占領されていたのを発見したので、兄弟は二手に分かれることを決めた。
一人はとても馬鹿で、人間を作るために北へ向かった。もう一人はとても賢く、白人を作って様々な技能を教えた。馬鹿なほうはブラックフットを創り出した。彼は「レフトハンド」、のちに「オールドマン」としてブラックフットに知られている。妻は今も夫を追いかけ続けている。女が月で、男が太陽である。彼女がたとえ彼を捕まえられたとしても、いつも夜になってしまう。

## 現代のブラックフット
今日、多くのブラックフットはカナダの居留地に住んでいる。約8,500人がモンタナ州の広さ6,100km2の居留地に住んでいる。1895年、ブラックフット族のホワイト・カフ酋長は、その土地が合衆国の公有地である限りはその土地を使って狩りをする権利を保つという条件をつけた上で、150万ドルで売却することを認めた。1910年、その場所はグレイシャー国立公園に指定された。ここで働いているブラックフットもおり、時には儀式も行われる。
カナダのブラックフットの居留地は市街地から隔絶しているため、失業が難題となっている。多くの人々は農業に従事しているが、他に十分な仕事はない。職を探すため、多くのブラックフットが都市や町に移住してきた。土地を賃借したり、石油、天然ガスなどの資源を採取するための代価をブラックフットに対して支払う企業もある。部族はペンや鉛筆を製造していたブラックフット・ライティング・カンパニーなどの事業を運営していた。会社は1972年に設立されたが、1990年代後半に廃業した。カナダでは、北ピーガン族が伝統的な衣装やモカシンを作っている。カイナイ族はショッピングセンターと工場を運営している。
ブラックフットの教育は進歩を続けている。1974年、モンタナ州ブラウニングに、部族大学のブラックフット・コミュニティカレッジを開設した。この学校は部族の本部がある場所に位置している。1979年の時点で、モンタナ州の居留地内または居留地周辺の公立学校の全ての教師は、先住民族についての知識が必要であった。

### 伝統の継続
ブラックフットは昔からの多くの文化的伝統を継続し、先祖の伝統を子どもへと広げていくことを望んでいる。彼らは子どもに伝統的な知識だけでなく、ピクニ語などの言語も教えたいと思っている。20世紀初頭、フランシス・デンスモアという名の白人女性がブラックフットの言語を録音するのを手伝った。1950年代から60年代にかけて、ピクニ語を話すブラックフットはほとんどいなかった。彼らの言語を守るために、ブラックフット・カウンシルは年長者にピクニ語を知っていて、それを教えられるか尋ねた。年長者たちは言語の復活に賛成し、それに成功した。1994年には、ブラックフット・カウンシルはピクニ語を公用語とすることを認めた。現在、子どもたちは学校や家庭でピクニ語を学ぶことができる。

## 著名なブラックフット族

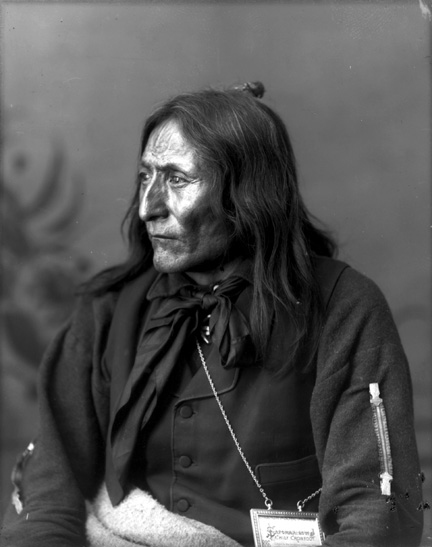
クロウフット酋長

- クロウフット - ビッグ・パイプス・バンド（後にモカシン・バンドと改名）の長で、シクシカ族の酋長。
- ミスティ・アッパム - 女優。
- リッキー・メドロック - ロックバンドのブラックフットのメンバー。

## その他
- ジミーとジョルジュ 心の欠片を探して（Jimmy P） - 2013年のフランスのドラマ映画。ハンガリー系フランス人の精神分析医ジョルジュ・ドゥヴルー（en）と、戦場から帰還したものの原因不明の心の病に悩まされるようになったブラックフットのジミー・ピカードとの対話を描いた作品。原作はドゥヴルーが1951年に発表した著書『夢の分析:或る平原インディアンの精神治療記録』。
- アメリカ先住民系で移住者との混血の少ない人々を調べるとO型が極めて多いが、例外的にブラックフット族には同条件でもA型の遺伝子を持つ人間も多く見られる[50]。